# Новоселівка (Українська селищна громада)
Новосе́лівка — село в Україні, у Синельниківському районі Дніпропетровської області. Входить до складу Української селищної громади. Населення становить 267 осіб. Орган місцевого самоврядування — Українська сільська рада.

## Історія
12 червня 2020 року, відповідно до розпорядження Кабінету Міністрів України № 709-р від «Про визначення адміністративних центрів та затвердження територій територіальних громад Дніпропетровської області», увійшло до складу Української селищної громади.
19 липня 2020 року, в результаті адміністративно-територіальної реформи та ліквідації  Петропавлівського району, село увійшло до складу новоутвореного Синельниківського району.

## Географія
Село Новоселівка знаходиться на лівому березі річки Сухий Бичок, вище за течією на відстані 0,5 км розташоване село Зелений Гай, нижче за течією на відстані 5 км розташоване село Самарське, на протилежному березі — селище Українське.
Відстань до райцентру становить 18 км і проходить частково автошляхом E50, із яким збігається М04.

## Відомі люди
- Павловський Віталій Андрійович (* 1938) — український науковець, кандидат технічних наук; поет, член Національної спілки письменників України[3]. Лауреат премії ім. В. Сосюри Донецького обласного фонду культури.